# بینیئو (لوآر-ا-شر)
بینیئو (به فرانسوی: Baigneaux) یک کمون (فرانسه) و نمایندگی کامین در فرانسه است که در canton of Selommes واقع شده‌است.
 بینیئو ۶٫۵۸ کیلومتر مربع مساحت و ۴۷ نفر جمعیت دارد و ۱۲۳ متر بالاتر از سطح دریا واقع شده‌است.